# Nanapi
nanapi（ナナピ）は、Supership株式会社が運営していたノウハウ（ライフレシピ）の共有サービスの名称である。
かつてはサイト名と同名の株式会社nanapiが運営していたが、2015年に株式会社スケールアウト・株式会社ビットセラーと合併し、Supership株式会社となった。

## 株式会社Supership

### 沿革
- 2007年12月 - 株式会社ロケットスタート設立
- 2009年
  - 6月 - 代表取締役古川健介、取締役CTO和田修一の2名で本格始動
  - 8月1日 - 本社を東京都渋谷区代々木2丁目　桑野ビルに移転
  - 9月1日 - ライフレシピ共有サイト「nanapi」をリリース
- 2010年
  - 3月1日 - 「nanapi」モバイル版リリース
  - 8月3日 - ライターのためのおしごとサイト「nanapiワークス」をリリース
  - 11月29日 - グロービス・キャピタル・パートナーズから3.3億円の資金調達
  - 12月6日 - 本社を東京都渋谷区代々木2丁目　F2ビルに移転
- 2011年
  - 11月16日 - みんなで作る、Webサービスの使い方サイト「nanapi Web」をリリース
  - 12月16日 - 「オタ芸ドットコム」をリリース
  - 12月29日 - 本社を東京都渋谷区代々木1丁目　石山ビルに移転
- 2012年
  - 2月17日 - 109本の無料動画でおうちトレーニング「うちトレ」をリリース[2]
  - 3月28日 - 動画で学べる!20代向け仕事術サイト「nanapi Biz」をリリース
  - 4月1日 - 株式会社nanapiに商号変更[3]
- 2013年
  - 1月30日 - フィットネストレーナーによる動画解説アプリ「ヒキシメ!」をリリース[4]。
  - 12月9日 - 本社を東京都渋谷区道玄坂1丁目21−14TODビルに移転
- 2014年10月 - nanapiの全株式をKDDIの中間持株会社・Syn.ホールディングスが取得
- 2015年10月 - 株式会社nanapi・株式会社スケールアウト・株式会社ビットセラーの3社が合併し、Supership株式会社となる

### 運営サービス

#### nanapi
ノウハウ（ライフレシピ）の共有サービス「nanapi」を参照。

#### アンサー
アンサーは、悩みや疑問を相談し解決する、スマートフォン向けQ&Aサービス。「バイトの休憩時間は何してる？」「大晦日テレビは何を見る」「街コンってどんな感じ？」といったコミュニケーション要素の高い質問から、恋愛などの質問や「世界史の年号の覚え方」「これは何の骨？」といった専門的な質問まで幅広く投稿されていた。2016年9月30日をもってサービス終了。

#### IGNITION
IGNITIONは、日本の文化や人物に関する話題を英文で取り扱い、インスピレーションやとモチベーションを与える情報を発信するメディア。2016年6月30日をもってサービス終了。

## ノウハウ（ライフレシピ）の共有サービス「nanapi」
nanapi（ナナピ）はたくさんの「やり方」が集まる百科事典のようなサービス。いまさら聞けないマナーのあれこれ、無理なく貯金できるコツ、掃除を手間なくカンタンに続ける方法に関する記事が掲載されていた。
2020年8月にてnanapiに関わるすべてのサービスは終了している。

### 問題
KDDI#諸問題・不祥事などを参考。